# 村山裕次
村山 裕次（むらやま ゆうじ、1984年9月13日 - ）は、沖縄県浦添市出身のハンドボール選手。日本ハンドボールリーグの琉球コラソン所属。

## 経歴
日本体育大学時代の2006年には全日本学生ハンドボール選手権大会で優秀選手（ベストセブン）に選出された。
2007年にFC琉球ハンドボール（現在の琉球コラソン）へ加入。
2008年からチームが日本ハンドボールリーグに参入し、村山は2008-09年シーズンでリーグトップの7mスロー得点（37得点）を記録。得点はリーグ2位の128得点を記録し、最優秀新人賞を受賞した。
2009-10年シーズンはリーグ10位の69得点を挙げ、7mスローはリーグ3位の22得点を記録した。
2010-11年シーズンは7mスローでリーグ4位タイの17得点を記録。
2011-12年シーズンはリーグ3位の81得点を挙げた。
2012-13年シーズンはリーグ3位の90得点を記録。フィールド得点（90得点）はリーグ2位だった。
2014-15年シーズン・2014年11月24日のトヨタ車体戦で通算500得点を達成。
2016-17年シーズン・2016年11月26日の湧永製薬戦で7mスロー得点の通算100得点を達成した。

## 詳細情報

### 年度別成績
| 年        | チーム    | 試合 | フィールド 得点 | 率   | 7m      | 合計     | 警告 | 退場 | 失格 |
| --------- | --------- | ---- | --------------- | ---- | ------- | -------- | ---- | ---- | ---- |
| 2008-09   | 琉球      | 18   | 91/203          | .448 | 37/46   | 128/249  | 7    | 6    | 1    |
| 2009-10   | 琉球      | 14   | 47/123          | .382 | 22/31   | 69/154   | 6    | 6    | 0    |
| 2010-11   | 琉球      | 14   | 45/110          | .409 | 17/21   | 62/131   | 2    | 7    | 0    |
| 2011-12   | 琉球      | 14   | 72/151          | .671 | 9/16    | 81/167   | 4    | 8    | 0    |
| 2012-13   | 琉球      | 16   | 90/172          | .523 | 0/0     | 90/172   | 7    | 8    | 0    |
| 2013-14   | 琉球      | 15   | 57/143          | .399 | 3/7     | 60/150   | 4    | 5    | 0    |
| 2014-15   | 琉球      | 16   | 34/74           | .459 | 1/2     | 35/76    | 3    | 2    | 0    |
| 2015-16   | 琉球      | 8    | 14/33           | .424 | 2/3     | 16/36    | 1    | 0    | 0    |
| 2016-17   | 琉球      | 15   | 19/46           | .413 | 10/11   | 29/57    | 1    | 1    | 0    |
| 2017-18   | 琉球      | 23   | 67/139          | .482 | 15/21   | 82/160   | 2    | 2    | 0    |
| 2018-19   | 琉球      | 19   | 31/72           | .431 | 7/9     | 38/81    | 1    | 2    | 0    |
| JHL：11年 | JHL：11年 | 172  | 567/1266        | .448 | 123/167 | 690/1433 | 38   | 47   | 1    |

- 各年度の太字はリーグ最高

### タイトル・表彰

#### 日本ハンドボールリーグ
- 最優秀新人賞 (2008年)
- 7mスロー得点賞：1回 (2008年)

### 記録

#### 日本ハンドボールリーグ
- 50試合連続得点：2011年11月20日、対大同特殊鋼戦（甲州市塩山体育館）[12]
- 通算500得点：2014年11月24日、対トヨタ車体戦（沖縄市体育館）[8]
- 通算7mスロー100得点：2016年11月26日、対湧永製薬戦（マエダハウジング東区スポーツセンター）[10]
- 通算600得点：2017年11月11日、対トヨタ車体戦（浦添市民体育館）[13]

### 背番号
- 5 (2008年 - )